# Antonio Pichler
Antonio Pichler (Bressanone, 12 aprile 1697 – Roma, 14 settembre 1779) è stato un incisore italiano,  di origine austriaca, orafo e intagliatore di gemme del XVIII secolo.

## Biografia
Antonio Pichler, alias Johann Anton Pichler, nacque a Brixen (odierna Bressanone) nel Tirolo il 12 aprile 1697 da un fisico.

Da giovane si dedicò al commercio finché durante un viaggio in Italia decise di dedicarsi interamente all'arte.

Stabilitosi inizialmente a Napoli lavorò presso un orafo e incisore di gemme finché nel 1743 si trasferì a Roma dove ebbe modo di copiare molte antichità e guadagnarsi così una eccellente fama anche se limitata in quel settore della glittica che trarrà in seguito grande impulso dai canoni estetici che introdurrà a Roma il Winckelmann, di cui i suoi figli saranno protagonisti.

## Famiglia
Antonio Pichler ebbe due mogli. Dalla prima nacque Giovanni nato a Napoli il 1º gennaio 1734 e dalla seconda moglie a Roma ebbe i figli Giuseppe nel 1760 e Luigi nato il 31 gennaio 1773.